# Рибейра-де-Низа
Рибейра-де-Низа (порт. Ribeira de Nisa) — район (фрегезия) в Португалии, входит в округ Порталегре. Является составной частью муниципалитета Порталегре. По старому административному делению входил в провинцию Алту-Алентежу. Входит в экономико-статистический субрегион Алту-Алентежу, который входит в Алентежу. Население составляет 1474 человека на 2001 год. Занимает площадь 17,03 км².